# Куршанець
46°20′ пн. ш. 16°24′ сх. д. / 46.33° пн. ш. 16.40° сх. д.
Куршанець (хорв. Kuršanec) — населений пункт у Хорватії, у Меджимурській жупанії у складі міста Чаковець.

## Населення
Населення за даними перепису 2011 року становило 1584 осіб.
Динаміка чисельності населення поселення:

## Клімат
Середня річна температура становить 10,39 °C, середня максимальна – 24,85 °C, а середня мінімальна – -6,11 °C. Середня річна кількість опадів – 853 мм.
| Клімат поселення                              | Клімат поселення | Клімат поселення | Клімат поселення | Клімат поселення | Клімат поселення | Клімат поселення | Клімат поселення | Клімат поселення | Клімат поселення | Клімат поселення | Клімат поселення | Клімат поселення | Клімат поселення |
| Показник                                      | Січ.             | Лют.             | Бер.             | Квіт.            | Трав.            | Черв.            | Лип.             | Серп.            | Вер.             | Жовт.            | Лист.            | Груд.            |                  |
| Середній максимум, °C                         | 5,48             | 7,32             | 11,88            | 16,32            | 21,80            | 24,85            | 24,14            | 23,50            | 19,40            | 14,36            | 8,57             | 4,85             |                  |
| Середня температура, °C                       | −0,32            | 1,53             | 6,10             | 10,52            | 16,00            | 19,05            | 20,30            | 19,64            | 15,56            | 10,52            | 4,73             | 1,02             |                  |
| Середній мінімум, °C                          | −6,11            | −4,27            | 0,30             | 4,73             | 10,22            | 13,26            | 16,47            | 15,82            | 11,71            | 6,67             | 0,90             | −2,81            |                  |
| Норма опадів, мм                              | 42               | 44               | 56               | 68               | 72               | 97               | 86               | 92               | 84               | 80               | 76               | 56               |                  |
| Середньомісячна швидкість вітру, м/с          | 2.00             | 2.20             | 2.60             | 2.60             | 2.40             | 2.10             | 2.10             | 1.86             | 1.90             | 1.90             | 2.04             | 2.02             |                  |
| Середньомісячна сонячна радіація, кДж/м²·день | 3983             | 6700             | 10443            | 14870            | 18955            | 20911            | 21481            | 18763            | 13769            | 8567             | 4458             | 3226             |                  |
| --------------------------------------------- | ---------------- | ---------------- | ---------------- | ---------------- | ---------------- | ---------------- | ---------------- | ---------------- | ---------------- | ---------------- | ---------------- | ---------------- | ---------------- |
| Джерело:                                      |                  |                  |                  |                  |                  |                  |                  |                  |                  |                  |                  |                  |                  |